# Пеллакани, Кьяра
Кьяра Пеллакани (итал. Chiara Pellacani; род. 12 сентября 2002, Рим) — итальянская прыгунья в воду, чемпионка мира 2025 года, трёхкратная чемпионка Европы (2018, 2019 и 2021 годов).

## Биография

### Юниорский уровень
Начиная с сезона 2015-2016 годов, она является частью итальянской команды по прыжкам в воду. На чемпионате Европы среди молодежи в Риеке в 2016 году она выиграла серебряную медаль в командном соревновании и бронзовую медаль на метровом трамплине.
Приняла участие на чемпионате мира среди юниоров в Казани в 2016 году. 
На чемпионате Европы среди юниоров в Бергене в 2017 году завоевывает золотую медаль на 3-метровом трамплине и ещё одну медаль (бронзовую) в командных соревнованиях.
В 2018 году она завоевывает квалификационную путёвку для Италии на юношеские Олимпийские игры в Буэнос-Айрес.

### Взрослый уровень
На Чемпионате Европы по прыжкам в воду в 2017 года, проходившем в Киеве, она дебютирует на высшем уровне в возрасте 14-ти лет. В паре с Ноэми Батки она становится четвёртой в синхронных прыжках, десятой в прыжках с метрового трамплина и пятой в командных соревнованиях. 
Участвует на чемпионате мира в Будапеште в 2017 году.
На Европейском чемпионате в Глазго в 2018 году, достигнув возраста 15 лет и 11 месяцев, она вместе с Еленой Бертокки выигрывает золотую медаль в синхронных прыжках с 3-метрового трамплина. Здесь же она становится четвёртой в синхронных прыжках с 10-м вышки, и седьмой в индивидуальных прыжках с 3-метрового трамплина.
На чемпионате Европы по прыжкам в воду в Киеве, в августе 2019 года, в синхронных прыжках с вышки она в паре с Ноэми Батки становится чемпионкой Европы и завоевывает Олимпийскую лицензию в Токио.
В мае 2021 года, на чемпионате Европы по водным видам спорта, который состоялся в Венгрии, Кьяра в составе команды Италии завоевала серебряную медаль турнира. В прыжках с метрового трамплина с результатом 254,15, Кьяра стала бронзовым призёром. На 3-х метровом трамплине в миксте с Маттео Санторо стала чемпионкой Европы. В индивидуальных прыжках с 3-х метрового трамплина Кьяра завоевала серебряную медаль чемпионата, уступив только Тине Пунцель. В синхронных прыжках с 3-х метрового трамплина Кьяра завоевала серебряную медаль.
На Европейских играх 2023 года завоевала две золотые медали, одну серебряную (командные соревнования) и бронзовую (3-метровый трамплин).
В 2025 году на чемпионате мира в Сингапуре в прыжках с метрового трамплина завоевала золото в смешанных синхронных прыжках с трёхметрового трамплина и бронзовую медаль с метрового трамплина. 